# Bactrocera tryoni
Mouche des fruits du Queensland
Espèce
Synonymes
– Tephritis tryoni
– Chaetodacus tryoni var. sarcocephali 
– Chaetodacus tryoni var. juglandis
 La mouche des fruits du Queensland (Bactrocera tryoni) est une espèce de mouches de la famille des Tephritidae dans l'ordre des insectes diptères. Bactrocera tyroni est originaire des régions côtières subtropicales du Queensland et du nord de la Nouvelle-Galles du Sud. Elles sont actives le jour, mais s'accouplent la nuit. Bactrocera tyroni pond ses œufs dans les fruits. Les larves éclosent et continuent de consommer les fruits, ce qui provoque leur décomposition et leur chute prématurée. Bactrocera tyroni est responsable d'environ 28,5 millions de dollars de dommages par an dans les cultures australiennes et est le ravageur horticole le plus coûteux d'Australie. L'infestation par cette espèce de mouche peut détruire jusqu'à 100 % d'une récolte de fruits. Auparavant, des pesticides étaient utilisés pour éliminer Bactrocera tyroni des cultures. Cependant, ces produits chimiques sont désormais interdits. Aussi, les experts consacrés à la lutte contre Bactrocera tyroni ont étudié les comportements de ce ravageur pour identifier de nouvelles méthodes de lutte.

## Identification
Les mouches adultes de Bactrocera tyroni sont de couleur brun rougeâtre, ont des marques jaunes distinctes et mesurent généralement de 5 à 8 mm de longueur. Les adultes tiennent leurs ailes horizontalement lorsqu'ils marchent et les effleurent d'une manière caractéristique. L'envergure de Bactrocera tyroni varie de 4,8 à 6,3 mm. Bactrocera tyroni peut être confondu avec les guêpes car elles leurs ressemblent.

### Complexe / espèces sœurs
Bactrocera tyroni fait partie d'un complexe ou d'un groupe d'espèces morphologiquement similaires mais biologiquement distinctes. Bactrocera tyroni a trois espèces sœurs : B. neohumeralis, B. aquilonis et B. melas. Toutes ces mouches sont sympatriques, ce qui signifie qu'elles habitent le même territoire, à l'exception de B. aquilonas, qui habite une zone géographique différente dans le nord-ouest de l'Australie. Les données génétiques suggèrent que B. aquilonas est simplement une population allopatrique de B. tryoni. De plus, B. tryoni s'accouplent la nuit, tandis que B. neohumeralis s'accouplent pendant la journée. Plus pertinemment, B. neohumeralis ne sont pas des ravageurs ; ils ne détruisent pas les récoltes. Malgré cette différence de comportement, B. neohumeralis et B. tyroni sont presque génétiquement identiques : les deux espèces ne sont différenciables que sur la base d'ADN microsatellites récemment découverts. On ne connait pas encore les relations évolutives entre les espèces du complexe Bactrocera tryoni.

## Distribution et habitat
Bactrocera tyroni préfère les climats humides et chauds. Ainsi, ils sont les plus répandus dans l'est de l'Australie, ainsi qu'en Nouvelle-Calédonie, en Polynésie française et dans les îles de Pitcairn et Cook. La production commerciale de fruits a augmenté en Australie, entraînant une augmentation de la zone géographique dans laquelle Bactrocera tyroni peut s'implanter, de loin à l'intérieur des terres jusqu'au centre du Queensland et la Nouvelle-Galles du Sud. On trouve parfois des foyers de Bactrocera tyroni jusque dans le sud et l'ouest de l'Australie, cependant, les zones côtières sont relativement isolées les unes des autres de par les conditions météorologiques rigoureuses et sèches dans les régions intermédiaires qui ne conviennent pas à Bactrocera tyroni. Par conséquent, les autres régions de l'Australie restent exemptes de ce ravageur tant que des fruits infectés n'y sont pas exportés.

## Cycle de vie

### œuf
Après l'émergence des pupes, les femelles adultes traversent un stade de pré-ponte de deux semaines, puis déposent environ sept œufs par «piqûre» dans un fruits. Elles peuvent pondre jusqu'à 100 œufs par jour. La «piqûre» d'un fruit apparaît comme un trou creusé dans la peau du fruit, qui permet aux femelles d'accéder à l'intérieur riche en nutriments. Les femelles de Bactrocera tyroni peuvent créer leur propre «piqûre» dans un fruit, mais elles utilisent souvent les piqûres creusées par d'autres mouches des fruits, comme celles de la mouche des fruits méditerranéenne (Ceratitis capitata), ce qui entraîne l'accumulation de nombreux œufs dans une seule cavité.

### Mouche (Larve)
Les œufs éclosent en 2 à 4 jours dans des conditions météorologiques favorables, donnant naissance à des larves blanches. Ces larves, ou asticots, mangent vers le centre du fruit avec leurs mâchoires coupantes, le faisant pourrir. Les asticots peuvent atteindre jusqu'à 9 mm de longueur ; le développement larvaire dure 10 à 31 jours. À ce stade, le fruit est probablement tombé au sol. Jusqu'à 40 larves peuvent se développer dans un seul fruit.

### Pupe
La mouche creuse son chemin hors du fruit restant et pénètre dans le sol, où elle entre dans un stade de développement nymphal. Le temps de développement des nymphes varie selon la température : d'une semaine par temps chaud à un mois par temps frais. Cette flexibilité de durée de développement de la nymphe de Bactrocera tyroni a entraîné une relative adaptabilité à différents environnements.

### Adulte
Une fois le stade nymphal terminé, les adultes émergent du sol. Cela se produit généralement vers la fin de la saison estivale. Contrairement aux autres mouches ravageuses, Bactrocera tryoni ne se reproduit pas en continu, mais passe l'hiver au stade adulte. Les femelles adultes vivent plusieurs mois et jusqu'à quatre ou cinq générations se chevauchant peuvent cohabiter chaque année. Les adultes peuvent vivre un an ou plus.

## Comportement

### Sélection d'hôte
Il a été démontré que Bactrocera tyroni peut attaquer presque toutes les cultures fruitières commerciales en tant qu'hôtes, y compris abiu, pomme, avocat, babaco, piments, carambole, sapote blanche, cerise, agrumes, annones, grenadille, raisin, goyave, kiwi, mangue, nectarine, papaye, fruit de la passion, pêche, poire, kaki, prune, grenade, coing, nèfle, santol, sapotille, tamarillo, tomate et jamalac, à l'exception des ananas. La merise-pays serait une des principales plantes hôtes de la Bactrocera tryoni.
Bactrocera tyroni préfère fortement pondre dans des fruits pourris, bien que certaines preuves suggèrent qu'il ponde également dans les fruits immatures. Bactrocera tyroni préfère sélectionner les fruits dont la couche externe peut être perforée ou a déjà été blessée. La majorité des recherches sur la sélection des hôtes de Bactrocera tyroni ont inclus peu de cultures économiquement importantes.

### Comportement alimentaire des adultes
Les larves ne se nourrissent que de la chair des fruits jusqu'à ce qu'elles atteignent la maturité. Cependant, les mouches adultes dépendent des bactéries de la surface des feuilles comme source principale de protéines. Il existe des preuves suggérant que les bactéries et les mouches ont co-évolué, mais d'autres données suggèrent que cette symbiose ne se produit pas car la présence de bactéries fournissant des protéines n'est pas constante dans toutes les populations de Bactrocera tyroni. En raison de cette dépendance des mouches aux protéines bactériennes, il est possible de contrôler les populations en leur fournissant des protéines artificielles mélangées à un insecticide.

### Comportement d'accouplement
Bactrocera tyroni vole pour s'accoupler au crépuscule. Ceci est pertinent pour les efforts de contrôle, car c'est l'une des rares caractéristiques qui la distingue de son espèce sœur Bactrocera neohumeralis, qui elle n'est pas ravageuse de culture, bien qu'elles soient toutes deux très étroitement liées génétiquement et évolutivement.

### Cue-Lure chez les mâles
Les mâles de Bactrocera tyroni présentent un comportement appelé cue-lure, ce qui signifie qu'ils sont fortement attirés par un parfum spécifique. Bien que ce parfum soit fabriqué artificiellement, il est étroitement lié aux composés présents dans la nature. Le mâle Bactrocera tyroni réagit plus fortement au leurre le matin, probablement parce que cela correspond à son pic de recherche de nourriture ; cependant, les raisons évolutives du cue-lure ne sont pas entièrement connues. Ce leurre n'est présent que chez les mâles sexuellement matures, ce qui indique que la recherche de partenaire est liée au comportement du cue-lure. Par ailleurs, les autres espèces de Bactrocera ont été identifiées comme un autre moyen d'accroître la compétition entre mâles, et de se protéger contre la prédation.

### Comportement ovipositionnel
Bactrocera tyroni pond ses œufs dans les fruits. Les femelles préfèrent pondre leurs œufs dans des fruits sucrés, juteux et non acides. Il a été constaté que la présence d'autres mouches femelles en pré- ou post-ponte sur un morceau de fruit n'avait aucune incidence sur la propension d'une autre femelle à se poser sur le fruit. Cependant, les mouches femelles étaient plus susceptibles de percer un fruit, si d'autres mouches femelles y pondaient déjà, augmentant ainsi la densité des larves dans un seul fruit. Ceci est un exemple d'altruisme réciproque car les larves sont avantagées à des densités plus élevées.

### Mouvement et dispersion
Bactrocera tyroni a évolué pour se disperser largement, ce qui a grandement influencé sa capacité à affecter les exploitations agricoles. Lorsque les fruits sont disponibles, les mouches ne se dispersent souvent pas sur de grandes distances (seulement quelques centaines de mètres à un kilomètre), mais on a constaté qu'elles parcouraient de grandes distances en l'absence de fruits. En plus du manque de ressources, les mouches adultes peuvent également se déplacer pour localiser des sites d'hivernage ou s'abriter parr temps sec ou froid.

## Études génomiques
Le génome de Bactrocera tryoni a été séquencé et publié par un groupe de l'Université de New South Wales, Australie . Alors que les régions codantes sont pour la plupart complètement séquencées, environ un tiers du génome semble être constitué de séquences hautement répétitives.

## Efforts de contrôle
Bactrocera tyroni a fait l'objet de traitements de contrôle extensifs. L'un de ces protocoles est une zone d'exclusion des mouches des fruits (FFEZ) : il est illégal de transporter des fruits dans certaines régions d'Australie et de Polynésie. En mai 2012, janvier 2013, février 2015 et février 2019, la mouche a été retrouvée à Auckland, posant un risque pour l'horticulture et conduisant à une quarantaine (voir en:Biosecurity in New Zealand).

### Lutte biologique
Les moyens de lutte biologique contre Bactrocera tyroni sont peu connus.

### Stratégies "attirer et tuer"
Les agriculteurs des régions touchées sont encouragés à utiliser un leurre et une stratégie de mise à mort pour lutter contre la présence de Bactrocera tyroni. Les stratégies de leurrer et tuer comprennent l'utilisation d'une sorte d'appât ou leurre qui attire le ravageur. Cela peut inclure des leurres sémiochimiques tels que des phéromones, des appâts alimentaires, des mimiques de l'hôte ou des attractifs de couleur. Les mécanismes de mise à mort impliquent souvent des pesticides, des pièges à liquide dans lesquels le ravageur se noie ou des pièges collants dont le ravageur ne peut pas s'échapper. À de faibles densités de Bactrocera tyroni, les tactiques de leurre et de mise à mort sont les plus efficaces comme mécanisme de surveillance de la fréquence de Bactrocera tyroni ; à des densités élevées, ils luttent efficacement contre le ravageur via la réduction de la population. Deux des approches les plus courantes de leurrer et tuer pour Bactrocera tyroni sont la technique d'annihilation des mâles (MAT) et le spray aux appâts protéiques (PBS).

#### Appât protéiné en spray
Les mâles et les femelles de Bactrocera tyroni ont besoin de protéines produites par des bactéries présentes sur les feuilles des plantes pour atteindre la maturité sexuelle. Le spray protéiné-appât profite de ce comportement en combinant les protéines nécessaires normalement acquises à partir de bactéries foliaires avec des insecticides. La combinaison de protéines et d'insecticide attire les individus des deux sexes, entraînant l'élimination des mouches adultes. On connaît mal l'efficacité de cette technique, ni la spécificité à Bactrocera tyroni de l'appât protéique pulvérisé.

#### Technique d'annihilation des mâles
Les mâles sexuellement matures de Bactrocera tyroni réagissent fortement à des parfums spécifiques qui peuvent être associés à l'accouplement ou à un leurre. Un leurre spécifique, le leurre de Willson, s'est révélé incroyablement efficace pour attirer les mâles de Bactrocera tyroni sexuellement matures. Lorsqu'il est combiné avec des insecticides, les cue-lure développés artificiellement peuvent être une méthode d'élimination efficace des mâles sexuellement matures. Bien que des recherches approfondies suggèrent que cette méthode soit efficace pour d'autres espèces de mouches, très peu d'expériences ont été menées quant à l'efficacité de cette technique chez Bactrocera tyroni.

### Diméthoate et Fenthion
Les efforts de lutte comprennent l'immersion des fruits après la récolte et le traitement des champs d'arbres fruitiers avec les produits pesticides tels que le diméthoate et le fenthion. En octobre 2011, l'utilisation de ces produits chimiques faisait l'objet d'un examen par l'Australian Pesticides and Veterinary Medicines Authority. En conséquence, le diméthoate a été suspendu de son utilisation. En 2014, le fenthion n'était plus disponible sur le marché en Australie.

### Technique des insectes stériles (SIT)
Les efforts de confinement ont inclus l'irradiation des pupes afin d'induire la stérilité chez les adultes. Une étude testant la viabilité de cette technique a révélé que la stérilité était indépendante de la dose, ce qui signifie qu'un seul événement ionisant suffisait pour rendre le sperme mâle stérile. De plus, il a été constaté que l'émergence et la capacité de vol n'étaient pas affectées par l'ionisation. Cela indique que les mâles stérilisés par une faible dose de rayonnement étaient tout aussi compétitifs que les mâles non irradiés.

### Le Locus White
Une méthode populaire pour contrôler les populations d'espèces de mouches envahissantes ou destructrices consiste à produire une souche de mouche incapable de se reproduire. Si cela peut être accompli, cette souche peut être produite en masse et libérée dans la nature sans nécessiter une exposition répétée à l'irradiation comme requis dans des méthodes telles que la technique des insectes stériles (SIT). S'ils ont la même compétitivité sexuelle que les mâles de type sauvage, la population globale de l'espèce diminuera probablement. Afin d'accomplir le développement d'une telle souche chez Bactrocera tyroni, des outils moléculaires capables de transformer génétiquement Bactrocera tyroni doivent être mis en œuvre. Une telle souche d'e mouche génétiquement compatible a été développée chez Drosophila melanogaster. Le marqueur phénotypique de la présence d'un vecteur efficace pour le transfert de gènes est la couleur des yeux blancs. Le développement d'une souche de Bactrocera tyroni génétiquement modifiée qui est compatible avec le transfert de gènes a réussi ; cependant, les scientifiques doivent encore développer une souche stérile qui puisse être libérée dans la nature.

## Changement climatique
Bien que cette espèce soit originaire du nord-est de l'Australie, l'augmentation des températures due au changement climatique a permis à l'espèce de se propager à d'autres régions d'Australie et de Polynésie. Bactrocera tyroni est capable de tolérer des températures extrêmement élevées mais nécessite une température minimale pour se reproduire ; par conséquent, le réchauffement climatique a favorisé sa propagation à travers l'Australie et la Polynésie. Bien que Bactrocera tyroni requierre une température minimale pour sa survie, on a observé une plasticité et une adaptation extrêmes chez l'adulte. Cette adaptation lui a permis de survivre à des températures plus fraîches et à des altitudes plus élevées. Ce comportement, combiné au réchauffement climatique, indique que les dommages dus à ces insectes continueront d'augmenter à mesure que les températures continuent d'augmenter. Une étude a prédit que les dommages à la ferme dus aux mouches des fruits du Queensland augmenteront respectivement de 3,1 $, 4,7 $ et 12,0 millions de dollars avec des augmentations de température de 0,5, 1 et 2 °C.

### Simulations du changement climatique
L'augmentation des taux de CO2 peut influencer la répartition de Bactrocera tyroni. Sur la base d'études récentes de modèlisations de simulation informatique des effets de hausse des températures sur la répartition de Bactrocera tyroni, on a prévu une augmentation globale des dommages causés par les mouches des fruits du Queensland, mais les mouches des fruits se re-localiseront vers des régions plus au sud, alors que le nord et le centre du Queensland commenceront à dépasser la température maximale que Bactrocera tyroni peut supporter. Cependant, ces simulations peuvent pas prédire avec précision les répartitions futures de Bactrocera tyroni, car cette espèce a montré une très grande capacité d'adaptation à diverses conditions. La prédiction est également compliquée de par l'incertitude quant à la façon dont l'humidité relative changera dans les régions de l'Australie à mesure que la température augmentera, et la survie de Bactrocera tyroni dépend fortement de l'humidité du climat.